# Briefe zur Interdisziplinarität
Briefe zur Interdisziplinarität (BZI) erscheint zweimal jährlich und wird von der Andrea-von-Braun-Stiftung herausgegeben. Zielsetzung der Stiftung ist es, disziplinüberschreitenden Austausch und Zusammenarbeit zu fördern, deren Ergebnis neue Blickwinkel und Methoden sein sollen. Dabei steht nicht allein eine Gegenüberstellung der gängigen Wissenschaften im Fokus, sondern auch eine möglichst weitläufige Annäherung der Gebiete durch Projekte und Dialoge sowohl der Geistes-, Natur-, Ingenieur- und Sozialwissenschaften als auch Kunst und Handwerk.
Die in den Briefen der Interdisziplinarität veröffentlichten Erfahrungsberichte der Förderstipendiaten stellen dabei eine Auswertung der einzelnen Projekte im Hinblick auf den interdisziplinären Kontext dar, wobei sich jede Ausgabe an einem anderen Schwerpunkt orientiert.

## Schwerpunkte (Auswahl)
- Biologie
- Handwerk und Technik
- Neurologie
- Ästhetik
- Medizin
- Zeit